# روبرت دنيس
روبرت دنيس (بالإنجليزية: Robert Dennis)‏ هو منافس ألعاب قوى ليبيري، ولد في 1 مايو 1975 في هاربيل في ليبيريا.

## وصلات خارجية
- روبرت دنيس على موقع الاتحاد الدولي لألعاب القوى (الإنجليزية)
- روبرت دنيس على موقع اللجنة الأولمبية الدولية (الإنجليزية)
- روبرت دنيس على موقع أوليمبيديا (الإنجليزية)